# Ius iudiciorum
Ius iudiciorum és una locució llatina que significa el dret de sentenciar.
Segons Thomas Hobbes, el ius iudiciorium i el ius praescribendi regulas boni et mali (el dret de prescriure regles del bé i del mal) són els drets del que té la màxima potestat civil. En aplicació d'aquest principi, a Anglaterra, el rei no podia condemnar un lord sense consultar la cambra dels Lords. Segons Hugo Grotius és important distingir el dret de sentenciar del ius Magistratuum creandorom, destiutendorum, mutandorem, o el dret de nomenar, destituir i de mudar magistrats, dos drets molt diferents, que la gent poc instruïda sovint confon. A l'Església Catòlica el dret de sentenciar escau ex officio al papa en causes penals de dret canònic. Pot delegar aquest dret a membres inferiors del clergat, segons la posició en la jerarquia de l'imputat.